# جوشوا مالينا
جوشوا مالينا (بالإنجليزية: Joshua Malina )‏ (و. 1966  م) هو ممثل أفلام، وممثل مسرحي، وممثل تلفزي، من الولايات المتحدة، ولد في نيويورك.

## التعليم
تعلم في جامعة ييل، ومدرسة هوراس مان ‏.

## وصلات خارجية
- جوشوا مالينا في قاعدة بيانات الأفلام على الإنترنت
- جوشوا مالينا على موقع IMDb (الإنجليزية)
- جوشوا مالينا على موقع ألو سيني (الفرنسية)
- جوشوا مالينا على موقع ميوزك برينز (الإنجليزية)
- جوشوا مالينا على موقع أول موفي (الإنجليزية)
- جوشوا مالينا على موقع قاعدة بيانات برودواي على الإنترنت (الإنجليزية)
- جوشوا مالينا على موقع قاعدة بيانات الأفلام السويدية (السويدية)
- جوشوا مالينا على موقع إن إن دي بي (الإنجليزية)
- جوشوا مالينا على موقع قاعدة بيانات الفيلم (الإنجليزية)
- جوشوا مالينا على موقع كينوبويسك (الروسية)